# Test Pilot
Test Pilot is een film uit 1938 onder regie van Victor Fleming.

## Verhaal
Jim is de man van Ann en de beste vriend van Gunner. Hij is een proefpiloot en Gunner komt om bij een van zijn vluchten.

## Rolverdeling
| Acteur           | Personage       |
| ---------------- | --------------- |
| Clark Gable      | Jim Lane        |
| Myrna Loy        | Ann Barton      |
| Spencer Tracy    | Gunner Morris   |
| Lionel Barrymore | Howard B. Drake |